# Youth With You
Youth With You (en chinois : 青春有你), aussi connue sous son titre chinois Qīng Chūn Yǒu Nǐ ou simplement QCYN, est une émission chinoise de survie de groupe masculin qui a été diffusée pour la première fois le 21 janvier 2019 sur iQiyi. Son but est de former des apprenties pour qu'ils/elles deviennent des Idols.
L'émission comprend un total de quatre saisons: une première édition se tient en 2018 sous le nom de Idol Producer (en). La franchise est ensuite rebaptisée Youth With You dès la deuxième saison en 2019 et gardera son nom jusqu'à la fin du programme en 2021. Youth With You est notamment connu pour les apparitions de l'artiste Lisa en tant que mentor des participants aux deux dernières éditions du programme en 2020 et 2021.